# Giudice per le indagini preliminari
Il giudice per le indagini preliminari (o GIP) è un soggetto del procedimento penale italiano.
Interviene in determinate procedure, nella fase delle indagini preliminari, a garanzia della legalità delle stesse. La figura fu introdotta in sostituzione di quella del giudice istruttore.

## Caratteristiche
Il giudice per le indagini preliminari non ha autonomi poteri di iniziativa probatoria (a differenza del giudice istruttore, che li aveva), ma provvede solo su istanza di parte (cosiddetta giurisdizione semipiena); i suoi atti sono espressamente previsti dalla legge (vige infatti il principio di tassatività). Il GIP è anche privo di un proprio fascicolo processuale, a differenza del giudice dibattimentale, che ne ha a disposizione uno dedicato.
Gli atti conosciuti dal giudice per le indagini preliminari sono solitamente quelli che il pubblico ministero decide di allegare all'istanza che presenta. Ad esempio, assieme alla richiesta di emissione di un'ordinanza cautelare, il pubblico ministero può scegliere quali atti delle indagini preliminari allegare; il p.m. deve trasmettere, però, tutti gli elementi a favore dell'indagato.

## Competenze e funzioni
Le funzioni attribuite al giudice per le indagini preliminari sono preordinate a garantire l'indagato nella fase delle indagini preliminari. Fra i provvedimenti più importanti del GIP vi è l'ordinanza per applicare una misura cautelare su richiesta del pubblico ministero.
Il GIP accoglie o meno con decreto la richiesta di archiviazione della notizia di reato avanzata dal pubblico ministero (art. 409 c.p.p.), nonché l'autorizzazione e la convalida dei mezzi di ricerca della prova, delle intercettazioni di conversazioni o comunicazioni telefoniche o tra presenti (artt. 266, 266-bis e 267 c.p.p.).
In caso di opposizione alla richiesta di archiviazione da parte della parte offesa (art.410 c.p.p.), il GIP può dichiarare l'opposizione inammissibile e con decreto disporre l'archiviazione e la restituzione degli atti al Pubblico Ministero. Oppure può ritenere ammissibile l'opposizione e fissare l'udienza in camera di consiglio (art.127 c.p.p.). In seguito all'udienza, il GIP può comunque disporre con ordinanza l'archiviazione, oppure sempre con ordinanza dispone lo svolgimento di ulteriori indagini, o ancora può obbligare il P.M. all'esercizio dell'azione penale e fissare l'udienza preliminare.
Inoltre è competente per alcuni procedimenti speciali tra cui il rito abbreviato, l'applicazione della pena su richiesta delle parti (cd. patteggiamento), il decreto penale (artt. 459 e ss. c.p.p.).
L'ordinamento giudiziario riserva l'esercizio delle funzioni di giudice per le indagini preliminari ai magistrati che abbiano svolto per almeno due anni le funzioni di giudice del dibattimento, con possibilità di deroga soltanto per imprescindibili e straordinarie esigenze di servizio (r.d. 30 gennaio 1941, n. 12, art. 7-bis, commi 2-bis e 2-quinquies).